# Cammino di San Salvador
Il cammino di San Salvador è una strada di pellegrinaggio che congiunge León a Oviedo, dove è custodito il sudario di Cristo.

## Storia e descrizione
Nel IX secolo Oviedo era tappa del primitivo cammino di Santiago: la strada proseguiva poi attraverso i Picos de Europa fino a raggiungere prima Lugo e poi Santiago di Compostela. Successivamente questo percorso venne abbandonato a seguito dell'apertura di una nuova via più veloce che congiungeva León con Astorga. Tuttavia, i pellegrini che effettuavano il cammino di Santiago, una volta giunti a León, proseguivano per Oviedo, arrivando alla cattedrale del Santo Salvatore, dov'è custodito, nella Camera Santa, il telo di lino che secondo la tradizione sarebbe stato posto sul corpo di Gesù, il cosiddetto sudario di Oviedo, mantenendo fede al detto:
Il cammino di San Salvador ha una lunghezza di circa centoventi chilometri, che solitamente si effettuano in cinque o sei giorni e ripercorre in buona parte l'antica Via Delapidata; si raggiunge un'altezza massima di 1 568 metri sulla Cordigliera Cantabrica. Tra tutti i cammini presenti in Spagna, quello di San Salvador è l'unico a non far parte di quelli di Santiago. Chiunque giunga a Oviedo tra la festività della Santa Croce e di san Matteo, ossia tra il 14 e il 21 settembre, ottiene l'indulgenza plenaria anche quando non è dichiarato anno santo.

## Patrimonio artistico e monumentale
Durante il percorso, oltre alla natura incontaminata, si incontrano diversi punti di interesse artistico e culturale, in particolar modo a León, Oviedo, Lena, La Robla, La Pola de Gordón e Mieres.
Alcune opere architettoniche del cammino sono:

### Architetture religiose
- Cattedrale di Santa Maria a León
- Cattedrale del Santo Salvatore a Oviedo
- Basilica di Sant'Isidoro a León
- Collegiata di Santa María de Arbas, ad Arbas del Puerto (Villamanín)
- Camera Santa di Oviedo, a Oviedo
- Monastero di San Vicente, a Oviedo.
- Chiesa di Santa Cristina, a Lena
- Chiesa di San Martino a Pola de Lena
- Chiesa di San Giovanni, a Mieres del Camino
- Chiesa di San Pelagio a Olloniego.
- Chiesa di San Julián de los Prados, a Oviedo.
- Chiesa di San Tirso, Oviedo.
- Chiesa di Santa Maria del Naranco, a Oviedo.
- Chiesa di Santolaya, a Uxo.
- Cappella della Balesquida, a Oviedo.
- Chiesa di San Miguel de Lillo, a Oviedo.

### Architetture civili
- Casa di Llanes-Posada, Campomanes.
- Palazzo di Revillagigedo, a Campomanes.
- Casa Botines, a León.
- Palazzo dei Guzmanes, a León.
- Torre Muñiz, a Olloniego.
- Palazzo Bernaldo de Quirós, a Olloniego.
- Casa del decano Payarinos, a Oviedo.
- Palazzo Velarde, a Oviedo.
- Casa natale di Vital Aza, Pola de Lena.
- Palazzo municipale di León.
- Palazzo municipale di Mieres del Camino.
- Antica prigione provinciale delle Asturie, a Oviedo.
- Ponte romano a Campomanes.
- Ponte di San Marco, a León.
- Convento di San Marco, a León.
- Ponte Vecchio, a Olloniego.
- Ospedale dei Pellegrini, a Olloniego.
- Fonte di Foncalada, a Oviedo.
- Acquedotto dei piloni,  Oviedo.
- Stazione sciistica di Valgrande-Pajares, a Pajares.

### Vestigia
- Rovine del Castello di Alba, a La Robla.
- Mura di León, a León.
- Rovine del castello di Tudela, a Olloniego.
- Mura medievali di Oviedo.